# Distinguished Flying Medal
Ne doit pas être confondu avec Distinguished Flying Cross (Royaume-Uni) ou Distinguished Flying Cross (États-Unis).
La Distinguished Flying Medal (DFM) était une décoration militaire décernée au personnel de la Royal Air Force et d'autres Forces armées britanniques, et autrefois au personnel d'autres pays du Commonwealth, pour un ou des actes de vaillance, de courage ou de dévouement accomplis en vol, au cours d'opérations actives contre l'ennemi. La distinction a été supprimée en 1993 lorsque tous les grades sont devenus éligibles pour la Distinguished Flying Cross dans le cadre de la réforme du système honorifique britannique.

## Histoire
La médaille a été créée le 3 juin 1918 pour récompenser les personnels non éligibles à la Distinguished Flying Cross, cette dernière étant réservée aux officiers et aux sous-officier d'un grade supérieur à Warrant officer (ce dernier étant cependant également éligible à la DFM). Les récipiendaires de la médaille étaient autorisés à faire suivre leur nom du sigle "DFM".
En 1979, l'éligibilité à un certain nombre de récompenses britanniques, y compris la Distinguished Flying Medal, a été étendue pour permettre des récompenses posthumes. Jusque-là, seule la Victoria Cross et une Mention in dispatch pourrait être décernée à titre posthume. En 1993, la DFM a été supprimée, dans le cadre de la révision du système britannique des distinctions honorifiques, qui recommandait de supprimer les distinctions de rang en ce qui concerne les récompenses pour bravoure. Depuis lors, la Distinguished Flying Cross, auparavant réservée aux officiers et aux Warrant officer, peut être décernée au personnel de tous les grades.La DFM a également été décernée dans les années 1990 par les pays du Commonwealth avant que ceux-ci n'utilisent leurs propres systèmes honorifiques et délaissent peu à peu les distinctions britanniques.
La Distinguished Flying Medal pouvait être attribuée à titre immédiat, par l'intermédiaire d'une procédure rapide, à la suite d'un acte de bravoure ou de dévouement ponctuel. Elle était également décernée à titre non immédiat pour récompenser le dévouement et la bravoure entretenus pendant une certaine période. Entre 1918 et 1993, un total de 6 967 médailles, 64 deuxièmes barrettes et une troisième barrette ont été décernées. Plus de 95% de ces récompenses étaient pour service durant la Seconde Guerre mondiale.
Pendant la Première Guerre mondiale, 104 médailles et deux deuxièmes barrettes ont été décernées à des militaires britanniques et du Commonwealth. Trois aviateurs belges et un français ont également été décorés. L'Entre-deux-guerres a vu l'attribution de 80 récompenses et deux deuxièmes barrettes. La Seconde Guerre mondiale est l'occasion d'un bond spectaculaire de l'attribution de la DFM et notamment d'aviateurs non britanniques. Ainsi, parmi les 6 637 médailles décernées lors de cette période, 170 l'ont été à des membres des forces alliées.
| Nationalité     | Médaille | 2e barrette |
| --------------- | -------- | ----------- |
| Polonais        | 66       | 1           |
| Américains      | 39       | 0           |
| Français        | 33       | 0           |
| Tchécoslovaques | 14       | 1           |
| Néerlandais     | 7        | 0           |
| Norvégiens      | 6        | 0           |
| Russes          | 4        | 0           |
| Belges          | 1        | 0           |

Entre la fin de la Seconde guerre mondiale et la suppression de Distinguished Flying Medal en 1993, 142 récompenses ont été attribuées.

## Description
La Distinguished Flying Medal est une médaille en argent ovale de 41 millimètres pour 35 millimètres de large. L'avers de la médaille représente l'effigie du souverain britannique régnant. Ainsi, entre 1918 et 1993, cinq versions ont existé :
- George V tête nue (1918-1929)
- George V couronné et en habit d'apparat (1930-1937)
- George VI avec inscription "Empereur des Indes" (1938-1949)
- Georges VI sans inscription "Empereur des Indes" (1949-1953)
- Élisabeth II (1953-1993)

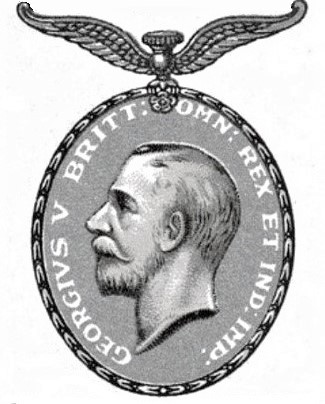
George V 1918-1930
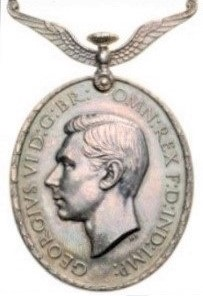
George VI 1938-1949
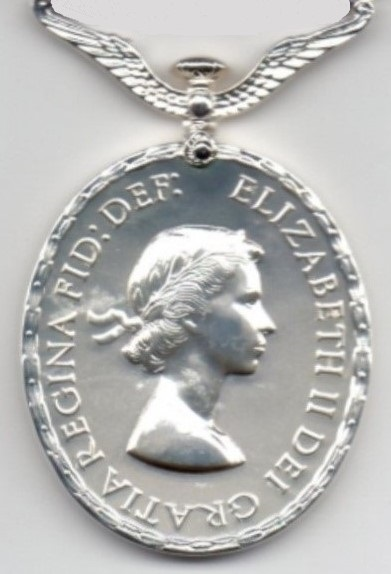
Elizabeth II 1953-1993

Le revers de la médaille représente la déesse Athéna Niké dont un faucon s'élève du bras droit et accompagnée de la mention "For courage". Le ruban, de 32 millimètres de large, est constitué de bandes alternées violettes et blanches posées diagonalement. Jusqu'en 1919, les bandes étaient horizontales. Lorsqu'un personnel est récompensé plusieurs fois de la DFM, une barrette s'ajoute au ruban à chaque nouvelle distinction. Lorsque la médaille est portée non pendante, la barrette est figurée par une rosette métallique.

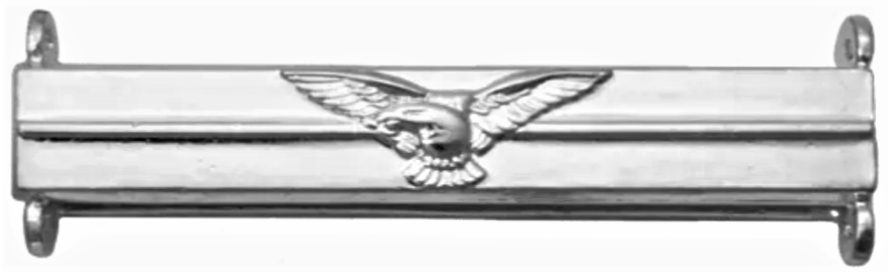
Barrette pour attribution supplémentaire

| Distinguished Flying Medal ribbon bars | Distinguished Flying Medal ribbon bars | Distinguished Flying Medal ribbon bars | Distinguished Flying Medal ribbon bars |
|                                        | DFM                                    | DFM and Bar                            |                                        |
| -------------------------------------- | -------------------------------------- | -------------------------------------- | -------------------------------------- |
| 1918–1919                              |                                        |                                        |                                        |
| 1919–1993                              |                                        |                                        |                                        |